# Jean-Georges Willmar
Jean-Georges Willmar (1763-1831) est un homme politique luxembourgeois.

## Biographie
Né à Prüm (électorat de Trèves) le 5 septembre 1763, il était fils de Jean-Gaspar Willmar, bailli des bailliages de Prüm, Schönecken et Schoenberg, et de Marie Marguerite. Il fut reçu avocat au conseil souverain de Luxembourg, et devint successivement juge au tribunal civil de Luxembourg, et président au tribunal criminel du département des Forêts. Il était sous-préfet de l'arrondissement de Bittbourg, quand il fut élu, le 4 mai 1811, par le Sénat conservateur, député du département des Forêts au Corps législatif ; il siégea jusqu'au 4 juin 1814, fut nommé aux Cent-Jours (4 avril 1815) conseiller directorial du département des Forêts, et, après la séparation du Luxembourg de la France, fut appelé (18 octobre 1825) aux fonctions de gouverneur civil provisoire du grand-duché de Luxembourg. Il eut quatre fils Jean-Pierre (1790-1858, futur ministre de la Guerre de Belgique), Jean-Jacques (1792-1866, futur président du conseil luxembourgeois), Étienne et Léonard. Alors que ses fils Jean-Pierre, Étienne et Léonard participèrent à la révolution belge, Jean-Georges resta fidèle, tout comme son fils Jean-Jacques, à Guillaume Ier. Il meurt à Luxembourg le 1er janvier 1831.

## Postérité
Une rue de la ville de Luxembourg porte son nom dans le quartier de Limpertsberg.